# En ø i havet (Læsø)
|  | Denne artikel er oprettet af botten Steenthbot ud fra en ekstern database. Den kan derfor have sproglige fejl eller mangler. Denne skabelon kan fjernes efter kontrol af indholdet. |

En ø i havet (Læsø) er en dansk dokumentarfilm fra 1971 instrueret af Jens Bjerg-Thomsen.

## Handling
Eigil Holm Referat:
Læsøfærgen sejler.
Fangst afjomfruhummer fra fiskekutter, der fisker med vod. Sortering af fangsten. Mindstemål bruges, de der er under mindstemålet sættes ud igen. Havkat og taskekrabbe vises. Fangst af hummer i tejner. Klosaksene bindes.
I skoven. Træer og urter præsenteres: Hunderose, bjerglyr, kvaikved, birk. Hare, ræv, rådyr, ugleunger. Klitsø med lobelie. Bekkasin med unge. Højeste klitter midt på øen. Mindesten for Hals Kirke, der blev nedrevet 1720 p.gr. af sandflugten. Knopsvane. Halemejse med unger.
Nordmarken. Kongebregne.
Hornex odde. Gammel fiskerhytte. Præstekrave på reden. Strandskade. Vortemælk, Kvan. Forvreden skovfyr.
Storedal og Holtemmen. Pilekrat. Rådyr med lam. Orkide. To arter af vintergrøn. Rævehvalp. Hvid åkande
blomstrer. Blærerod, soldug, vibefedt. Soldug har fanget en sommerfugl. Benbræk. Klokkelyng. Gederams. Rynket Rose. Klitrose.
Ndr. Rønner. Fyret og store sten. Katost. Tejst gør kur, parrer sig. Sølvmåge på reden og med unger, også i vandet. Stormmåge. Rider på reder på taget af en hytte. Unge med sort nakkebånd og ægtand. Fjordterne med unge. Splitterne i flok, slås med unger i koloni. Edderfugi ruger på 4 æg og en elektrisk pære. Skærpiber med unge. Ilanddrevet hornmine bruges af stære som stærekasse. Gravand. Skarv.
Det gamle Læsø. Byrum Kirke. Gårde med blomstrende tangtage. Bangsbofyren. Kattehale. Krageklo.
Rønnerne mod Syd. Tusindgylden. Gammel fyrrestub. Køer græsser på Hornfiskrøn. Skeblad. Gråand. Stor regnspove med æg. Plettet gøgeurt. Fjordterne. Strandskade. Rødben. Landskabet på Rønnerne med store Sten og tidevandsrender. Kilebæger. Hindebæger. Mandstro. Slangetunge-bregne. Gøgelilje. Klyde på rede. Præstekrave på rede. Stenvender med æg og kylling. Alm. Ryle
Østre Ende. Parkhede med fyr og pil. Kaprifolie. Hvid skabiose. Danzigmand-klit. Hjelme. Strandmalurt.
Grundstødt kutter.